# Pinguicula colimensis
Pinguicula colimensis är en tätörtsväxtart som beskrevs av Mcvaugh och Mickel. Pinguicula colimensis ingår i släktet tätörter, och familjen tätörtsväxter. Inga underarter finns listade i Catalogue of Life.